# آندری شوچنکو
آندری میکولایوویچ شوچنکو (به اوکراینی: Андрій Миколайович Шевченко) (زادهٔ ۲۹ سپتامبر ۱۹۷۶) با لقب شوا؛ بازیکن سابق فوتبال، سیاستمدار و سرمربی فوتبال کنونی اهل اوکراین است. او در دوران فوتبال خود برای تیم‌های دینامو کی‌یف، آ.ث. میلان، چلسی و همچنین تیم ملی اوکراین در پست مهاجم بازی می‌کرد. شوچنکو در سال ۲۰۱۶ کمک مربی تیم ملی اوکراین بود و پس از جام ملت‌های اروپا ۲۰۱۶ سرمربی این تیم شد.
او فوتبال را با باشگاه دینامو کی‌یف شروع کرد و پس از قهرمانی در پنج لیگ برتر اوکراین و دو جام حذفی با این تیم، به آث میلان پیوست. او در اولین فصل حضورش با این تیم بالاتر از بازیکنان بزرگی همچون باتیستوتا، هرنان کرسپو، و اینزاگی آقای گل سری آ شد. شوچنکو با این تیم سری آ، جام حذفی ایتالیا، سوپر جام ایتالیا، سوپرکاپ اروپا و جام باشگاه‌های اروپا را هرکدام یک بار فتح کرد و همواره از بهترین گل‌زنان ایتالیا و اروپا بود. او در سال ۲۰۰۴ به عنوان بازیکن سال اروپا انتخاب شد. شوچنکو با ۶۷ گل، چهارمین گلزن تاریخ رقابت‌های لیگ اروپا و نیز با ۱۴ گل برترین گلزن شهرآورد دلا مادونینا میان آث. میلان و اینتر میلان است. نام او در فیفا ۱۰۰ (لیست بهترین بازیکنان فوتبال از دید پله) قرار گرفته است.
در ردهٔ ملی شوچنکو به عنوان کاپیتان اوکراین، تا یک‌چهارم نهایی جام جهانی ۲۰۰۶ با تیم کشورش پیش رفت و نیز یورو ۲۰۱۲ را تجربه کرد. او با ۴۸ گلِ زده در ۱۱۱ بازی ملی، بهترین بازیکن فوتبال اوکراین است و نیز رکورد گلزنی در این کشور را دراختیار دارد.
او در ۲۸ ژوئیه ۲۰۱۲ از فوتبال اعلام بازنشستگی کرد.

## سابقهٔ ورزشی

### باشگاهی

#### دینامو کی‌یف
آندری شوچنکو فوتبال حرفه‌ای را از دینامو کی‌یف آغاز کرد. در ۱۹۹۰ آندری برای تیم زیر ۱۴ سال این باشگاه در جام ایان راش (در ولز) به میدان رفت و آقای گل آن رقابت‌ها شد. جایزهٔ آن رقابت‌ها یک جفت کتانی ایان راش بود که توسط خود او به آندری اهدا شد.

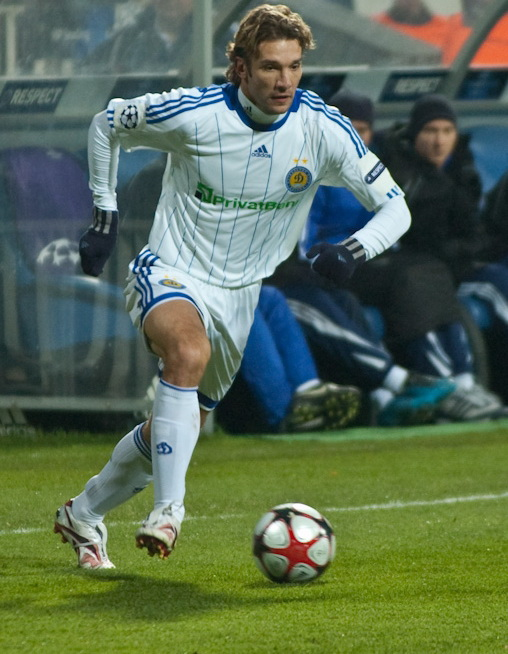
شوچنکو درحال بازی برای دیناموکی‌یف

جمعاً شوچنکو از سال ۱۹۸۶ (۱۰ سالگی) تا ۱۹۹۴ برای تیم‌های پایهٔ دینامو کی‌یف بازی می‌کرد و سپس به تیم اصلی باشگاه رفت.
شوچنکو در همان فصل اول (گرچه به ندرت به میدان آمد) قهرمانی لیگ اوکراین را با دینامو تجربه کرد و در فصل بعدی در ۲۰ بازی به میدان آمد و ۶ گل به ثمر رساند تا این قهرمانی تکرار شود.
دو فصل بعدی، یعنی ۹۸–۱۹۹۷ و ۹۹–۱۹۹۸ فصل‌های بسیار موفقی برای آندری بودند. او در فصل ۹۷–۹۸ به همراه دینامو در جام باشگاه‌های اروپا به میدان آمد. او در مقابل بارسلونا در همان نیمهٔ اول سه گل به ثمر رساند تا نهایتاً دینامو با نتیجهٔ ۴–۰ بارسلونا ی معروف را در خانه مغلوب کند و شگفتی بزرگی بیافریند. او مجموعاً در ۱۰ بازی این جام به میدان آمد و ۶ گل به ثمر رساند. در آن فصل شوچنکو در ۲۳ بازی لیگ داخلی نیز بازی کرد و ۱۹ گل زد تا دینامو کی‌یف باز هم قهرمان اکراین شود.
در فصل ۹۸–۹۹ نیز شوچنکو درخشید و مجدداً با دینامو کی‌یف قهرمانی اوکراین را به دست آورد. این بار او ۱۸ گل به ثمر رساند و آقای گل اکراین هم شد. او در جام باشگاه‌های اروپا هم ستارهٔ تیمش بود تا دینامو تا نیمه‌نهایی آن بازی‌ها بالا رود و نهایتاً مقابل بایرن مونیخ حذف شود.
مجموعاً شوچنکو پنج فصل در دینامو کی‌یف بازی کرد و در هر پنج فصل قهرمان لیگ اکراین شد و مجموعاً در ۱۱۸ بازی این لیگ به میدان آمد و ۶۰ گل به ثمر رساند.

#### آث میلان
در ۱۹۹۹ شوچنکو با مبلغ ۲۶ میلیون پاوند به آث میلان ایتالیا – یکی از بهترین باشگاه‌های اروپا- پیوست و سریعاً در ترکیب این تیم جا یافت.
شوچنکو اولین بار در ۲۸ اوت ۱۹۹۹ در بازی مقابل لچه، بازی در لیگ ایتالیا را تجربه کرد. شوچنکو در اولین فصل در میلان عالی ظاهر شد و در ۳۲ بازی لیگ به میدان آمد و ۲۴ گل به ثمر رساند تا آقای گل ایتالیا در فصل ۱۹۹۹–۲۰۰۰ شود. او اولین بازیکن خارجی تاریخ ایتالیا بود که به این عنوان دست می‌یافت.
دو فصل بعدی یعنی ۲۰۰۰–۲۰۰۱ و ۲۰۰۱–۲۰۰۲ سال‌های خیلی موفقی برای میلان نبودند اما به‌هرحال او در ۵۱ بازی ۳۴ گل به ثمر رساند.
در فصل ۲۰۰۲–۲۰۰۳ میلان مجدداً بسیار خوب ظاهر شد و قهرمان جام حذفی ایتالیا و جام باشگاه‌های اروپا شد. شوچنکو در این فصل خیلی خوب کار نکرد و در ۲۴ بازی تنها پنج گل به ثمر رساند. اما در فینال اروپا پس از این‌که بازی ۰–۰ مساوی شد و کار به ضربات پنالتی کشید، این پنالتی او بود که قهرمانی را از یوونتوس گرفت و از آن میلان کرد. با قهرمانی اروپا شوچنکو عنوان اولین اکراینی صاحب چنین جامی را از آن خود کرد.
فصل ۲۰۰۳–۲۰۰۴ هم برای میلان و هم برای شوچنکو پر از موفقیت بود. شوچنکو در ۳۲ بازی ۲۴ گل به ثمر رساند تا دوباره آقای گل شود و میلان مجدداً پس از چهار سال، قهرمان ایتالیا شود. شوچنکو در ضمن در فینال سوپرکاپ اروپا مقابل پورتو به میدان آمد و گل پیروزی میلانی‌ها را به ثمر رساند.
در اوت ۲۰۰۴، او در سوپر جام ایتالیا مقابل لاتزیو به میدان آمد و با زدن سه گل جام را از آن میلان کرد. در همان فصل (۲۰۰۴–۲۰۰۵) شوچنکو ۱۷ گل دیگر هم در لیگ به ثمر رساند تا میلان نایب قهرمان شود. در این فصل او با میلان باز هم به فینال جام اروپا راه یافت و در ده بازی آن جام شش گل به ثمر رساند. اما پس از تساوی ۳–۳ مقابل لیورپول کار به ضربات پنالتی کشید و این‌بار شوچنکویی که در فینال دو سال قبل پنالتی پیروزی را زده بود، ضربهٔ خود را گل نکرد تا لیورپول قهرمان شود.
در دسامبر ۲۰۰۴ شوچنکو به عنوان بازیکن سال اروپا انتخاب شد. ضمناً در لیستی که پله با عنوان «۱۲۵ بازیکن فوتبال برتر زنده جهان» در مارس ۲۰۰۴ منتشر کرد نیز جا داشت. او در همین سال از دست رئیس‌جمهور وقت اکراین، لئونید کوچما، جایزهٔ «قهرمان اکراین» را دریافت کرد.
در تابستان ۲۰۰۴ شایعه‌های زیادی در مورد انتقال شوا به چلسی بود. می‌گفتند رومن آبراموویچ، مدیر باشگاه چلسی، ۵۰ میلیون پوند به اضافهٔ هرنان کرسپو را پیشنهاد داده است. این انتقال هرگز صورت نگرفت اما کرسپو به صورت قرضی به میلان آمد. پس از آن شایعه‌هایی بود که آبرامویچ مبلغ انتقال را به ۸۵ میلیون پوند افزایش داده و حاضر شده هفته‌ای ۲۲۵ هزار پاوند هم به شوچنکو بپردازد اما مجدداً چیزی صورت نگرفت.
در فصل ۲۰۰۵–۲۰۰۶ شوچنکو در ۲۲ بازی لیگ به میدان آمد و ۱۹ گل زد. در لیگ اروپای آن سال نیز شوچنکو مجدداً عالی بازی کرد. او در ۱۲ بازی به میدان آمد و ۹ گل زد. در ۲۳ نوامبر ۲۰۰۵ در بازی برگشت مقال فنرباغچه ترکیه، شوا ۴ گل به ثمر رساند تا آث میلان ۴–۰ شود و نام او به عنوان پنجمین فردی که در یک بازی جام باشگاه‌های اروپا ۴ گل به ثمر رسانده ثبت شود. پیش از او تنها فان باستن، سیمونه اینزاگی، دادو پرشو و رود فن نیستلروی به این مهم نائل آمده بودند. در ۴ آوریل ۲۰۰۶ شوچنکو ۵۱امین گل خود در تاریخ جام باشگاه‌های اروپا به ثمر رساند تا با رائول گونزالس از رئال مادرید برابر شود.
با این حال شوچنکو در ۴ بازی آخر (یک چهارم نهایی و نیمه نهایی) تنها یک گل به ثمر رساند تا میلان گرچه به زحمت از سد المپیک لیون گذشت اما مقابل بارسلونا حذف شد.
شوچنکو در ۳۱ مه ۲۰۰۶ به چلسی انگلستان پیوست.
او در طول هفت سال بازی برای آث میلان پس از گونار نورداهل دومین گل‌زن برتر تاریخ این باشگاه شد. (گل او مقابل ترویسو در ۸ فوریه ۲۰۰۶ او را به این مقام رساند)
شوچنکو مجموعاً در ۲۰۷ بازی لیگ ایتالیا برای میلان به میدان رفت و ۱۲۷ گل به ثمر رساند.

#### چلسی
در ۱۱ مه ۲۰۰۶ شوچنکو اعلام کرد بر خلاف صحبت‌های قبلی قصد ترک میلان را دارد.
پیش از این شوچنکو بارها گفته بود که دوست دارد در میلان بازی کند و به جایگاه کسانی چون فرانکو بارزی یا پائولو مالدینی برسد.
در ۳۱ مه ۲۰۰۶ شوچنکو رسماً به چلسی پیوست. مبلغ قرارداد رسماً فاش نشده اما مبلغی حدود ۳۰ میلیون پوند حدس زده می‌شود که گران‌ترین مبلغ تاریخ فوتبال انگلستان و یکی از گران‌ترین‌های جهان است.
شوچنکو در چلسی شمارهٔ هفت را خواهد پوشید. این علاقهٔ خود او بود که از سمت ژوزه مورینیو نیز تمدید شد.

#### دینامو کی‌یف
در ۲۸ اگوست ۲۰۰۹ شوچنکو قراردادی دو ساله با دیناموکی‌یف امضاء کرد و در اولین بازی خود پس از بازگشت به این تیم دروازه متالوره دونتسک را گشود.

### تیم ملی اوکراین

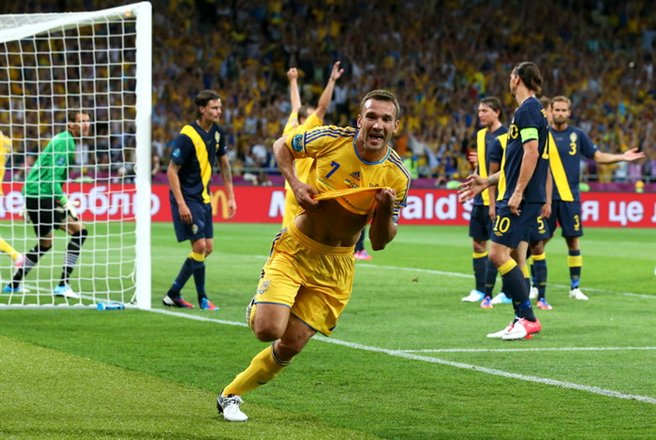
شوچنکو با اوکراین درحال خوشحالی پس از گلزنی به تیم ملی سوئد

شوچنکو اولین گل ملی خود را درمه ۱۹۹۶ در بازی دوستانه‌ای مقابل ترکیه به ثمر رساند.
در مارس ۲۰۰۰ والری لوبانوسکی (مربی سابق شوچنکو در دینامو کی‌یف) به مربیگری تیم ملی رسید و اوکراینی‌ها تلاش داشتند به جام جهانی ۲۰۰۲ راه پیدا کنند. شوچنکو در مسابقات مقدماتی ۱۰ گل برای اوکراین به ثمر رساند اما نهایتاً اکراینی‌ها مقابل آلمان حذف شدند و از راه‌یابی به جام ناکام ماندند.
اوکراین در ضمن از راه‌یابی به یورو ۲۰۰۰ نیز بازماند. در مسابقات راه‌یابی به آن جام نیز شوچنکو دو گل مقابل روسیه و اسلوونی به‌ثمر رساند.
در مسابقات راه‌یابی به یورو ۲۰۰۴ اوکراین مجدداً ناکام ماند. این‌بار نیز شوچنکو حضور داشت و چند گل (از جمله گلی به اسپانیا) را به ثمر رساند.
در اکتبر ۲۰۰۵ اوکراین بالاخره (برای اولین بار در تاریخ) به جام جهانی راه یافت. آن‌ها در گروه خود در مسابقات راه‌یابی ۱۲ بازی کردند و با هفت بازی برد و تنها یک باخت در صدر گروه نشستند و مستقیماً صعود کردند. شوچنکو از مجموع ۱۸ گل اوکراین شش تا را به ثمر رساند.
شوچنکو در جام جهانی ۲۰۰۶ به عنوان امید اصلی اوکراین به میدان آمد و در بازی دوم در پیروزی چهار بر صفر مقابل عربستان سعودی، یک گل به ثمر رساند. او سپس در بازی بعدی مقابل تونس هم به میدان آمد و با به ثمر رساندن یک گل به تیمش کمک کرد که از گروه بالا بیاید. آندری در مرحله یک‌هشتم نهایی در پیرزی اکراین بر سوئیس در ضربات پنالتی شرکت داشت گرچه خود پنالتی اش را گل نکرد. او در بازی اوکراین و ایتالیا در مرحله یک‌چهارم نهایی هم بازی کرد اما اوکراین ۳–۰ شکست خورد تا از جام حذف شود اما به‌هرحال شوچنکو اولین جام جهانی خود را با به ثمر رساندن دو گل و جای گرفتن در میان هشت تیم برتر به همراه اوکراین با موفقیت به پایان رساند.

## زندگی شخصی

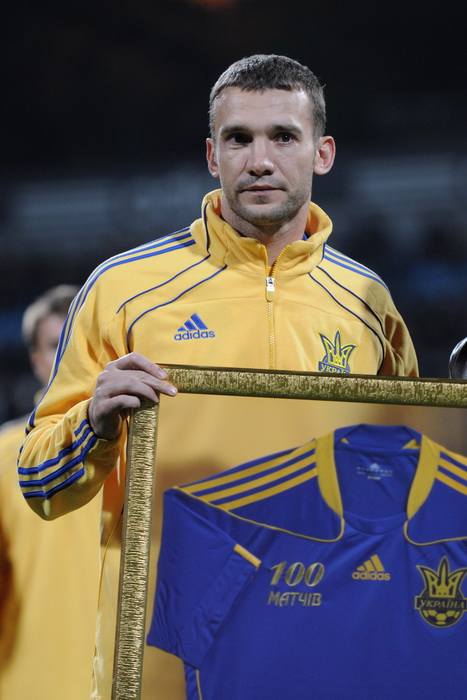
آندری شوچنکو در لباس تیم ملی اوکراین بعد از رسیدن به رکورد ۱۰۰ بازی ملی

آندری در ژوئیه ۲۰۰۴ با مدل آمریکایی، کاریستن پازیک، ازدواج کرد. این ازدواج به‌طور خصوصی و در زمینی گلف در واشینگتن صورت گرفت. این دو در ۲۹ نوامبر ۲۰۰۴ صاحب فرزندی شدند که او را به افتخار مایکل جردن، بسکتبالیست مشهور، «جردن» نام نهادند. شوا این تولد را با گل زدن مقابل سامپدوریا در پیروزی ۲–۱ آث میلان در روز بعد جشن گرفت.
شوچنکو در فوتبال کسانی چون روماریو، پله، زیکو و پلاتینی را ستایش می‌کند.
آندری دوست نزدیک جورجیو آرمانی است و به همراه او شعبه‌ای از فروشگاه مد آرمانی را در کی‌یف گشودند.
در آوریل ۲۰۰۶ شوچنکو در آگهی تبلیغاتی برای اسپورتزسنتر شرکت داشت. این آگهی از ای.اس.پی.ان پخش شد.
آندری برای برقراری ارتباط کلامی بهتر با همسرش به لندن نقل مکان کرد تا زبان انگلیسی را به‌طور کامل بیاموزد.

## افتخارات

### دینامو کی‌یف
- لیگ برتر اوکراین: ۹۵–۱۹۹۴، ۹۶–۱۹۹۵، ۹۷–۱۹۹۶، ۹۸–۱۹۹۷، ۹۹–۱۹۹۸
- جام حذفی اوکراین: ۹۶–۱۹۹۵، ۹۸–۱۹۹۷، ۹۹–۱۹۹۸
- سوپر جام اوکراین: ۲۰۱۱

### آ.ث. میلان
- سری آ: ۰۴–۲۰۰۳
- کوپا ایتالیا: ۰۳–۲۰۰۲
- سوپرجام اروپا: ۲۰۰۴
- لیگ قهرمانان اروپا: ۰۳–۲۰۰۲؛ نائب قهرمان ۰۵–۲۰۰۴
- سوپر جام اروپا: ۲۰۰۳

### چلسی
- جام حذفی انگلستان: ۰۷–۲۰۰۶
- جام اتحادیه باشگاه‌های انگلستان: ۰۷–۲۰۰۶
- لیگ قهرمانان اروپا: نائب قهرمان ۰۸–۲۰۰۷